# Jazzhaus (Label)

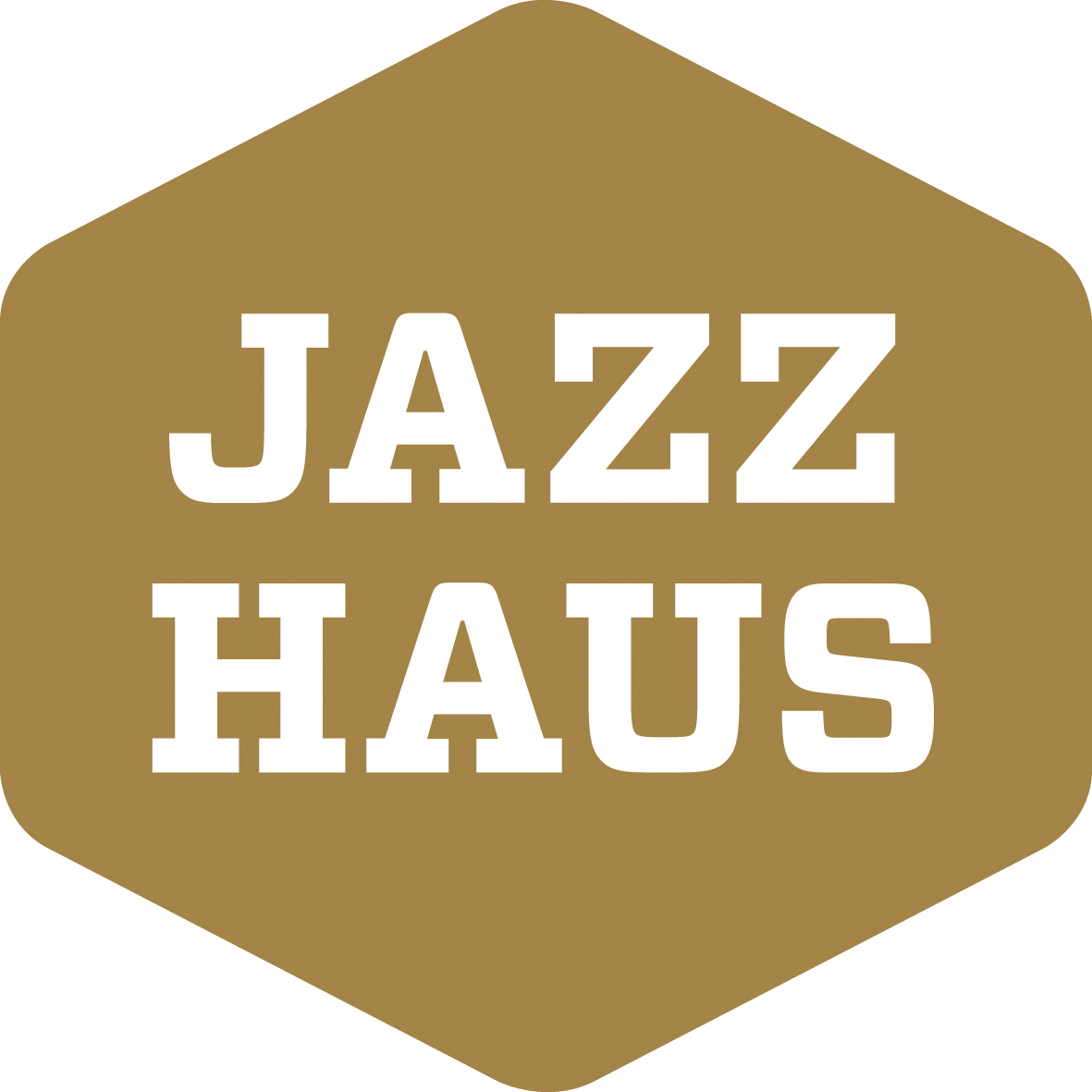
Jazzhaus Logo

Jazzhaus ist ein deutsches Jazz-Label, das im November 2011 als gemeinsames Subunternehmen von Arthaus Musik GmbH und der SWR Media Services gegründet wurde. Jazzhaus veröffentlicht Live-Konzerte und Studioaufnahmen aus den Archiven des Südwestrundfunks in Stuttgart, Baden-Baden und Mainz in optimierter Tonqualität. 2015 fand der Wechsel von Arthaus Musik zur NAXOS Deutschland Musik & Video Vertriebs GmbH als neuer Kooperationspartner der SWR Media Services statt.

## Hintergrund
Schon 1947 begannen die jungen Redakteure Joachim-Ernst Berendt und Dieter Zimmerle mit regelmäßigen Hörfunk-Jazzsendungen. Heute liegen etwa 3.000 Stunden Hörfunk- und 500 Stunden Fernsehaufzeichnungen bedeutender Jazz-Interpreten in den Archiven des Südwestrundfunks (SWR). Es ist mit mehr als 400 Ensembles und Solisten eine der größten unveröffentlichten Sammlungen der Welt an Live-Jazz.
Das Label publiziert einen Teil dieses Materials. Die alten Bänder werden in High-End-Qualität überarbeitet und auf CD, DVD und Vinyl sowie als Download veröffentlicht.
Das Label ist nicht mit dem Kölner Label JazzHausMusik oder dem Freiburger Label Jazzhaus Records zu verwechseln.

## Veröffentlichungen
Die Konzertmitschnitte wurden in unterschiedliche Themen gegliedert und sind aufgelistet in der Reihenfolge des Erscheinens der Tonträger:
Legends Live
- 2012: Gerry Mulligan Sextet (Liederhalle Stuttgart, 1977)
- 2012, 2020: Dizzy Gillespie Quintet (Liederhalle Stuttgart, 1961 / Kongresshalle Frankfurt, 1961)[2]
- 2012: Art Blakey and the Jazz Messengers (Sängerhalle Untertürkheim, 1978)
- 2013: Legends Live: Albert Mangelsdorff Quintett (Audimax Freiburg, 1964)
- 2015: Hans Koller & Friends (Pirmasens, 1959 / Stuttgart, 1960)
- 2019: Cannonball Adderley Quintet (Liederhalle Stuttgart, 1969)

Bigbands Live
- 2013: Orchester Kurt Edelhagen feat. Mary Lou Williams & Caterina Valente (Baden-Baden 1954 / Paulussaal Freiburg 1954 / SWF Mustermesse Basel 1954)
- 2016: Quincy Jones and his Orchestra (Ludwigshafen 1961)
- 2016: Stan Kenton: The Stuttgart Experience (Stuttgart 1972)
- 2016: Orchestra Eddie Sauter: Eddie Sauter's Music Time. (Baden-Baden 1957 / Freiburg, / Kaiserslautern 1958)
- 2018: Maria Schneider & SWR Big Band (2000)
- 2019: Alice Babs meets Erwin Lehn and his Südfunk-Tanzorchester (1952–1955)
- 2020: Duke Ellington Orchestra (Liederhalle Stuttgart 1967)
- 2021: Benny Goodman Orchestra feat. Anita O’Day (Stadthalle Freiburg 1959)

Lost Tapes
- 2013: Zoot Sims (UKO Baden-Baden 1958)
- 2013: Jutta Hipp (SWF Jazztime Koblenz, 1952 / SWF Baden-Baden 1952 / Villa Berg Stuttgart 1955)
- 2013: Early Chet. Chet Baker (SWF Baden-Baden 1956/1959 / Jazztime Mainz 1955)
- 2013: The Modern Jazz Quartet (Villa Berg Stuttgart 1956 / SWF Baden-Baden 1958 / Jahnhalle Pforzheim 1957)

Heroes
- 2013, 2021: Volker Kriegel: Mainz Studio Recordings (Mainz 1963/1968/1969)[3]
- 2016: Lyle Mays Quartet: The Ludwigsburg Concert (Ludwigsburg 1993)
- 2016: Pat Metheny, Gary Burton, Jan Garbarek, SWR Big Band: Eberhard Weber – The Jubilee Concert (Stuttgart 2015)
- 2016: Albert Mangelsdorff & Emil Mangelsdorff: Early discovery (1953–1963)
- 2016: Louis Armstrong All Stars (Liederhalle Stuttgart 1959)
- 2017: Caterina Valente: The Jazz Singer (1954, 1955)
- 2018: Herbert Joos: Change of Beauty (Theaterhaus Stuttgart 2017)
- 2019: Kenny Werner: Solo in Stuttgart (1992)
- 2019: Michel Petrucciani, Gary Peacock, Roy Haynes: One Night in Karlsruhe (Jubez Karlsruhe 1988)
- 2020: Oscar Pettiford (SWF Baden-Baden 1958/1959 / Stadthalle Karlsruhe 1958)
- 2021: Zbigniew Seifert: Live recordings 1973 & 1976

Jazz Now
- 2016: SWR New Jazz Meeting 2013: Vincent Peirani, Mathias Eick, Leila Martial, Émile Parisien, Tony Paeleman, Julien Herné, Yoann Serra: Living Being Extended (Karlsruhe / Tübingen / Mainz 2013)
- 2017: SWR New Jazz Meeting 2015: Fabian Almazan & Realm of Possibilities (2015)
- 2017: SWR New Jazz Meeting 2016: Kyle Shepherd, Lionel Loueke, Mthunzi Mvubu, Shane Cooper, Jonno Sweetman: Soundportraits From Contemporary Africa (2016)
- 2018: Nikolas Anadolis Trio: Enjoy Jazz Festival 2014
- 2018: Steffen Schorn: Cellular Structures (2000)
- 2019: SWR New Jazz Meeting 2017: Genevieve Artadi, David Binney, Pedro Martins, Sebastian Gille, Frederico Heliodoro. Spider’s Egg (2017)
- 2020: Lukas Kranzelbinder: On Boit Lumumba! (2018)

## Auszeichnungen
Preis der deutschen Schallplattenkritik (Bestenliste) für:
- 04/2013: Orchester Kurt Edelhagen feat. Mary Lou Williams & Caterina Valente (Baden-Baden 1954 / Paulussaal Freiburg 1954 / SWF Mustermesse Basel 1954)[4]
- 01/2014: Early Chet. Chet Baker (SWF Baden-Baden 1956/1959 / Jazztime Mainz 1955)[5]
- 03/2016: Albert Mangelsdorff & Emil Mangelsdorff: Early discovery (1953–1963)[6]
- 02/2019: Michel Petrucciani, Gary Peacock, Roy Haynes: One Night in Karlsruhe (Jubez Karlsruhe 1988)[7]

The New York City Jazz Records
- Album of the year 2012: Albert Mangelsdorff & Emil Mangelsdorff: Early discovery (1953–1963)[8]